# (43890) Katiaottani
(43890) Katiaottani est un astéroïde de la ceinture principale.

## Description
(43890) Katiaottani est un astéroïde de la ceinture principale. Il fut découvert le 31 août 1995 à Bologne par l'observatoire San Vittore. Il présente une orbite caractérisée par un demi-grand axe de 2,30 UA, une excentricité de 0,24 et une inclinaison de 2,9° par rapport à l'écliptique.

## Compléments